# Гуляев, Юрий Александрович
Ю́рий Алекса́ндрович Гуля́ев (9 августа 1930, Тюмень, Уральская область — 23 апреля 1986, Москва) — советский эстрадный и оперный певец (баритон), композитор. Народный артист СССР (1968).

## Биография
Родился 9 августа 1930 года  в Тюмени (Россия).
Большое влияние на музыкальные способности Юрия оказала его мама, Вера Фёдоровна, которая знала и любила музыку, сама хорошо пела. С детства заучивал песни и романсы с пластинок с записями Ляли Чёрной, Вари Паниной, Тамары Церетели и Сергея Лемешева.
Учился в музыкальной школе по классу баяна. В 1947 году, после окончания средней школы поступил в Свердловский медицинский институт (ныне Уральский государственный медицинский университет), где принимал участие в художественной самодеятельности. Однако, быстро осознав ошибку в выборе профессии и узнав о дополнительном наборе, перешёл на вокальный факультет Уральской консерватории им. М. Мусоргского (Свердловск, ныне Екатеринбург), которую окончил в 1954 году по классу пения Ф. И. Образцовской. Учёба шла трудно из-за несовпадения первоначально определённого ему типа тембра голоса (тенор) природным данным.
После окончания консерватории пел в Свердловском театре оперы и балета. В 1955 году получил предложение переехать в УССР. С этого же года — солист Государственного русского театра оперы и балета в Сталино (ныне Донецк). С 1961 по 1975 год — солист Киевского театра оперы и балета им. Т. Шевченко. С 1971 года исполнял отдельные партии в Большом театре в Москве, с 1975 — солист этого театра.
Наиболее удачные партии — Жермон («Травиата» Дж. Верди), Онегин («Евгений Онегин» П. Чайковского), Валентин («Фауст» Ш. Гуно), граф Ди Луна («Трубадур» Дж. Верди), Фигаро («Севильский цирюльник» Дж. Россини).
Однако наиболее популярны были выступления певца на эстраде. В своих сольных концертах исполнял как арии из опер, так и романсы, народные песни, песни советских композиторов (в репертуаре свыше 200 произведений).
В конце 1960-х годов в советской поэзии и музыке получила развитие героико-романтическая тема освоения космоса. Именно Юрий Гуляев в сотрудничестве с композитором Александрой Пахмутовой и поэтом Николаем Добронравовым начал работать над вокальными произведениями о покорителях космоса. В 1968 году появился музыкально-вокальный цикл песен «Созвездие Гагарина» А. Пахмутовой и Н. Добронравова. Лирический баритон удачно гармонировал с внешним обликом певца — высоким, мощным, с мужественными, но мягкими чертами лица, с особой, обаятельной улыбкой, которую с лёгкой руки Иосифа Кобзона называли гагаринской. По свидетельству А. Пахмутовой, «женщины любили Гуляева до слёз», он получал мешки писем от поклонниц.
Особой популярностью у слушателей пользовались такие вокальные произведения, как «Русское поле» Я. Френкеля и И. Гофф, «На безымянной высоте» В. Баснера и М. Матусовского, «Мой Киев» («Як тебе не любити, Києве мій!») И. Шамо и Д. Луценко, «Песня о тревожной молодости» А. Пахмутовой и Л. Ошанина, романс «Вдоль по улице метелица метёт» А. Варламова и Д. Глебова, считающиеся народными песнями «Из-за острова на стрежень» на стихи Дмитрия Садовникова и «Утёс Стеньки Разина» («Есть на Волге утёс…») на стихи А. Навроцкого, ряд русских народных песен, в частности «Вдоль по Питерской».
В 1964 году вступил в КПСС.
Певец много гастролировал по Советскому Союзу и за рубежом: выступал в Австрии, Бельгии, Болгарии, Венгрии, ГДР, Канаде, на Кубе, в Польше, США, Франции, Чехословакии, Швейцарии, Югославии, Японии и других странах.
В 1964 году пел в концертном зале «Олимпия» в Париже (Франция).
Голос певца — лирический баритон, очень мягкий, тембристый, глубокий и объёмный, с крупной вибрацией. Голосоведение очень естественное, ровное, кантилена протяжная. Излюбленная манера пения — заглушённым, затемнённым, матовым звуком, с мощной динамикой. По голосу конкурировал с Муслимом Магомаевым; испытывая дружеские чувства к коллеге, купил и привёз ему из Франции ноты песни Love story.
Был дружен с Борисом Штоколовым, по совету которого стал исполнять произведения для баритона.
Написал музыку к 40 романсам и песням. Одна из наиболее известных песен — «Желаю вам» на стихи Р. Рождественского.
При жизни издано более 25 грампластинок с записями певца.
Снимался в кино.

Был очень строг по отношению к себе. Говорил: 
«Если композитору достаточно написать на тройку — это будет моей пятёркой, но если я напишу на пятёрку, это будет всего лишь тройка».
Любил водить машину. На досуге его любимыми занятиями были шахматы и игра на фортепиано.
Из художественной литературы особенно любил произведения А. П. Чехова и С. А. Есенина.
Последние 8 лет жизни испытывал серьёзные проблемы со здоровьем, часто лежал в больницах, после тяжёлого воспаления лёгких страдал бронхиальной астмой.
12 апреля 1986 года, в День космонавтики, последняя запись на «Огоньке» — телемост с космонавтами В. Соловьёвым и Л. Кизимом, находившимися на орбите. Певец под собственный аккомпанемент на баяне исполнил песню М. Блантера «Платком махнула у ворот моя любимая».
Скончался 23 апреля 1986 года в Москве от сердечного приступа за рулём собственного автомобиля, прямо у гаража.
Прощание с певцом состоялось в Белом фойе Большого театра. Похоронен в Москве на Ваганьковском кладбище (участок № 1).

## Семья
Отец — Александр Матвеевич Гуляев (19.02.1906—1975), работал бухгалтером, имея проблемы со здоровьем, часто находился на лечении.
Мать — Вера Фёдоровна Гуляева (1908—?).
Сестра — Зоя Александровна Гуляева
Сестра — Маргарита Александровна Гуляева
Брат — Виктор Александрович Гуляев (род. 11.05.1943–13.05.2005).
Брат — Борис Александрович Гуляев (ум. 15.01.2024, г. Тюмень), кандидат технических наук, доцент кафедры «Прикладная механика» Тюменского индустриального университета.
Первая жена (с 1955 по 1956) — Маргарита Петровна Куликова, врач. Познакомились в 1948 году в Тюмени.
Вторая жена (с 1960 по 1986) — Лариса Михайловна Гуляева (15.07.1938 — 27.04.2022) — журналист, редактор, преподаватель.
- Сын — Юрий Юрьевич Гуляев (род. 12.12.1964), кандидат философских наук, преподаватель факультета педагогического образования МГУ. Родился с ДЦП[3].

## Награды и звания
- Золотая медаль Всемирного фестиваля молодёжи и студентов (номинация — сольное пение) (Вена, 1959)
- Заслуженный артист Украинской ССР (1960)
- Народный артист Украинской ССР (1965)
- Народный артист СССР (1968)
- Государственная премия СССР (1975) — за концертные программы (1971—1973)
- Орден Трудового Красного Знамени (1971)
- Орден Дружбы народов (1976)[11]
- Почётный гражданин Тюмени (2005).

## Роли в оперных театрах СССР

### Свердловский театр оперы и балета(1954—1955)
- Моралес — «Кармен» Ж. Бизе
- Молодой цыган — «Алеко» С. В. Рахманинова
- Януш — «Галька» С. Монюшко
- Елецкий — «Пиковая дама» П. И. Чайковского
- Валентин — «Фауст» Ш. Гуно

### Донецкий русский театр оперы и балета(1955—1960)
- Валентин — «Фауст» Ш. Гуно
- Листницкий — «Тихий Дон» И. И. Дзержинского (1957)
- Онегин — «Евгений Онегин» П. И. Чайковского
- Фигаро — «Севильский цирюльник» Дж. Россини
- Сильвио — «Паяцы» Р. Леонкавалло
- Жермон — «Травиата» Дж. Верди
- Елецкий — «Пиковая дама» П. И. Чайковского
- Ренато — «Бал-маскарад» Дж. Верди

### Киевский театр оперы и балета им. Т. Шевченко(1961—1975)
- Онегин — «Евгений Онегин» П. И. Чайковского
- Фигаро — «Севильский цирюльник» Дж. Россини
- Ренато — «Бал-маскарад» Дж. Верди
- Валентин — «Фауст» Ш. Гуно
- Алеко — «Алеко» С. В. Рахманинова
- Эскамильо — «Кармен» Ж. Бизе
- Щорс — «Полководец» Б. Н. Лятошинского
- Максим — «Арсенал» Г. И. Майбороды
- Султан — «Запорожец за Дунаем» С. С. Гулак-Артемовского
- Папагено — «Волшебная флейта» В. А. Моцарта
- Граф ди Луна — «Трубадур» Дж. Верди
- Роберт — «Иоланта» П. И. Чайковский
- Листрат — «В бурю» Т. Н. Хренникова

### Большой театр(1975—1986)
- Онегин — «Евгений Онегин» П. И. Чайковского
- Граф ди Луна — «Трубадур» Дж. Верди
- Фигаро — «Севильский цирюльник» Дж. Россини
- Валентин — «Фауст» Ш. Гуно
- Жермон — «Травиата» Дж. Верди
- Тараш — «Похищение луны» О. В. Тактакишвили
- Эскамильо — «Кармен» Ж. Бизе
- Рамиро — «Испанский час» М. Равеля (1978)
- Роберт — «Иоланта» П. И. Чайковского
- Дон Карлос — «Обручение в монастыре» С. С. Прокофьева
- Шарплес — «Чио-Чио-сан» Дж. Пуччини

### Львовский театр оперы и балета им. С. Крушельницкой
- Жермон — «Травиата» Дж. Верди (1959)
- Граф ди Луна — «Трубадур» Дж. Верди

## Эстрадный репертуар

### Песни
- А я всю жизнь искал тебя (Я. Френкель — В. Харитонов)
- В мире есть красавица одна (Э. Шантармай — Н. Кархулеску)
- Весёлый марш (В. Шаинский — В. Харитонов)
- Голос Родины, голос России (А. Пахмутова — Н. Добронравов)
- Голубая тайга (А. Бабаджанян — Г. Регистан)
- Горячий снег (А. Пахмутова — М. Львов)
- Давным-давно (Т. Хренников — А. Гладков)
- Дивлюсь я на небо… (В. Заремба, Л. Александрова — М. Петренко)
- Дивный город (А. Долуханян — М. Лисянский)
- Если отец герой (А. Пахмутова — Н. Добронравов)
- Если я заболею (Д. Тухманов — Я. Смеляков)
- Живут Магелланы в России (Я. Френкель — М. Танич)
- Журавли (Я. Френкель — Р. Гамзатов)
- Звёзды (Б. Терентьев — С. Островой)
- Звёзды над тайгой (А. Пахмутова — Н. Добронравов)
- Земля, где родился и рос (К. Хачатурян — И. Шаферан)
- Земля моя добрая (Е. Птичкин — С. Островой)
- Зимняя любовь (А. Бабаджанян — Р. Рождественский)
- Имя твоё (А. Журбин — Р. Рождественский)
- Кактус (А. Долуханян — Н. Доризо)
- Когда прощаюсь я с тобой (О. Фельцман — Н. Олев)
- Колыбельная (А. Долуханян — Ю. Каменецкий)
- Королева (Г. Подэльский — С. Есенин)
- ЛЭП-500 (А. Пахмутова — Н. Добронравов)
- Кохана (И. Поклад — И. Барах)
- Любимой (Э. Колмановский — Е. Евтушенко)
- Любимые женщины (С. Туликов — М. Пляцковский)
- Маленькая баллада (Ю. Мейтус — Р. Бёрнс)
- Мелодия (А. Пахмутова — Н. Добронравов)
- Метеленки (Я. Френкель — К. Ваншенкин)
- Мне дарила Россия (П. Аедоницкий — И. Шаферан)
- Києве мій (И. Шамо — Д. Луценко)
- Море зовёт (А. Бабаджанян — Г. Регистан)
- Моя любимая (М. Блантер — Е. Долматовский)
- Моя Москва (И. Дунаевский — С. Агранян, М. Лисянский)
- Мы учим летать самолёты (А. Пахмутова — Н. Добронравов)
- На безымянной высоте (В. Баснер — М. Матусовский)
- Не назову тебя красавицей (Л. Афанасьев — Л. Завальнюк)
- Небо зовёт (С. Туликов — В. Татаринов)
- Незабытая песня (М. Блантер — М. Матусовский)
- Обнимая небо (А. Пахмутова — Н. Добронравов)
- Песенка Лепелетье (Т. Хренников — А. Гладков)
- Песни рождаются сами (П. Аедоницкий — Л. Завальнюк)
- Песня о неоткрытых островах (И. Шамо — Л. Смирнов)
- Песня о тревожной молодости (А. Пахмутова — Л. Ошанин)
- Письмо матери (В. Липатов — С. Есенин)
- Пока я помню, я живу (А. Бабаджанян — Р. Рождественский)
- Помнишь порою ночною (Г. Гот — А. Фет)
- Последний десант (В. Махлянкин — С. Гребенников)
- Приходи (О. Фельцман — В. Харитонов, И. Шаферан)
- Прощайте, скалистые горы (Е. Жарковский — Н. Букин)
- Пушки молчат дальнобойные (М. Блантер — М. Матусовский)
- Родина — весна моя (С. Туликов — Н. Добронравов)
- Русское поле (Ян Френкель — И. Гофф)
- Свет вечного огня (Г. Мовсесян — Р. Рождественский)
- Семёновна (Е. Барыбин — Ю. Погорельский)
- Серенада Дон Кихота (Д. Кабалевский — С. Богомазов)
- Серенада Клаудио (Т. Хренников — П. Антокольский)
- Синева (В. Гамалия — Р. Рождественский)
- Слышишь, Париж (А. Островский — Л. Ошанин)
- Старые слова (О. Фельцман — Р. Рождественский)
- Твоя нежность (А. Пахмутова — С. Гребенников, Н. Добронравов)
- Три минуты молчанья (О. Фельцман — Н. Олев)
- Три поради (И. Шамо — Д. Луценко)
- Три товарища (А. Пахмутова — Н. Добронравов)
- Ты такая как все (Л. Афанасьев — Л. Завальнюк)
- Хотят ли русские войны (Э. Колмановский — Е. Евтушенко)
- Шагают ребята (О. Фельцман — Н. Олев)
- Я люблю тебя, жизнь (Э. Колмановский — К. Ваншенкин)
- Я люблю тебя, Россия (Д. Тухманов — М. Ножкин)
- Жди меня (М. Блантер — К. Симонов)
- Звёздное счастье (О. Строк — А. Горохов)
- Орлята учатся летать (А. Пахмутова — Н. Добронравов)
- Усталая подлодка (А. Пахмутова — Н. Добронравов)

### Романсы
- Ах ты, ночь ли, ноченька (М. Глинка — А. Дельвиг)
- Ах, я влюблён в одни глаза (А. Виленский — А. Щепкина-Куперник)
- Азра (А. Рубинштейн — Г. Гейне)
- Бубенцы (Н. Бакалейников — А. Кусиков)
- Вдоль по улице метелица метёт (А. Варламов — П. Глебов)
- В крови горит огонь желанья (М. Глинка — А. Пушкин)
- Весенние воды (С. Рахманинов — Ф. Тютчев)
- Влюблен я, дева-красота (А. Даргомыжский — Н. Языков)
- Всё отнял у меня (С. Рахманинов — Ф. Тютчев)
- Вчера мы встретились (С. Рахманинов — Я. Полонский)
- Выхожу один я на дорогу (Е. Шашина — М. Лермонтов)
- Гуде вітер вельми в полi (М. Глинка — В. Забила)
- Есть на Волге утёс (А. Рашевская — А. Навроцкий)
- Жаворонок (М. Глинка — Н. Кукольник)
- Жалобно стонет (Д. Михайлов — А. Пугачёв)
- За окном в тени мелькает (П. Чайковский — Я. Полонский)
- Забыли Вы… («Глядя на луч пурпурного заката») (А. Оппель — П. Козлов)
- Закатилось солнце (П. Чайковский — Д. Ратгауз)
- Зашумела, разгулялась (В. Соколов — И. Никитин)
- Здесь хорошо… (С. Рахманинов — Г. Галина)
- К Молли (М. Глинка — Н. Кукольник)
- К ней (М. Глинка — А. Мицкевич)
- Как мне больно (С. Рахманинов — Г. Галина)
- Как сладко с тобою мне быть (М. Глинка — Н. Рындин)
- Колокольчики мои (П. Булахов — А. Толстой)
- Коль любить (Р. Глиэр — А. Толстой)
- Мне грустно (А. Даргомыжский — М. Лермонтов)
- Моя милая (А. Дюбюк — С. Писарев)
- Мы сидели с тобой (П. Чайковский — Д. Ратгауз)
- На нивы жёлтые (П. Чайковский — А. Толстой)
- Не верь мне, друг (С. Рахманинов — А. Толстой)
- Не ветер, вея с высоты (Н. Римский-Корсаков — А. Толстой)
- Не лукавьте (музыка А. Дюбюка)
- Не может быть (С. Рахманинов — А. Майков)
- Не пой, красавица, при мне (С. Рахманинов — А. Пушкин)
- Не пробуждай воспоминаний (П. Булахов — ?)
- Но это только сон (Д. Колишевский)
- О, если б знали Вы (П. Чайковский — А. Плещеев)
- О, если б мог выразить в звуке (Д. Малашкин — Г. Лишин)
- О нет, молю, не уходи (С. Рахманинов — Д. Мережковский)
- Островок (С. Рахманинов — П. Шелли/К. Бальмонт)
- Отрывок из Мюссе (С. Рахманинов — А. Апухтин)
- Отчего (П. Чайковский — Д. Ратгауз)
- Песня ямщика (А. Гурилёв — К. Бахтурин)
- Письмо к Станиславскому (С. Рахманинов)
- Победитель (М. Глинка — В. Жуковский)
- Прелестные глазки (П. Булахов)
- Признание (М. Глинка — А. Пушкин)
- Проходит всё (С. Рахманинов — Д. Ратгауз)
- Разлюбила красна-девица (А. Бородин — А. Виноградов)
- Свадьба (А. Даргомыжский — А. Тимофеев)
- Свидание (П. Булахов — Н. Греков)
- Северная звезда (М. Глинка — Е. Растопчина)
- Сердце-игрушка (А. Гурилёв — Э. Губер)
- Скажи, зачем (М. Глинка — С. Голицын)
- Слушайте, если хотите (Н. Шишкин — А. Денисьев)
- Снова пою (Д. Ботари — обр. и р.т. В. Семёнов)
- Соловей (П. Чайковский — А. Пушкин)
- Средь шумного бала (П. Чайковский — А. Толстой)
- Степь да степь кругом (С. Садовский — И. Суриков)
- Страшная минута (П. Чайковский)
- Ты помнишь ли вечер (С. Рахманинов — А. Толстой)
- Утро туманное (Э. Абаза — И. Тургенев)
- Фальшивая нота (музыка А. Бородина)
- Хотел бы в единое слово (П. Чайковский — Л. Мей)
- Хризантемы (Н. Харито — В. Шумский)
- Что так усиленно сердце (С. Рахманинов — А. Апухтин)
- Юноша и дева (А. Даргомыжский — А. Пушкин)
- Я встретил Вас (В. Шереметьев — Ф. Тютчев)
- Я знал её милым ребёнком (А. Титов — Д. Минаев)
- Я люблю Вас так безумно (Я. Пригожий — Ю. Адамович)
- Я не пророк (С. Рахманинов — А. Круглов)
- Я опять одинок (С. Рахманинов — Е. Шевченко)
- Я помню чудное мгновение (М. Глинка — А. Пушкин)

### Русские народные песни
- Бывали дни весёлые
- Вдоль да по речке
- Вдоль по Питерской
- Всю то я Вселенную проехал
- Из-за острова на стрежень (сл. Д. Садовникова)
- Кабы Волга-матушка
- Меж высоких хлебов затерялося (Н. Некрасов)
- Не велят Маше
- Песня бобыля (И. Никитин)
- Прощай, радость
- Ревела буря (К. Рылеев)
- Среди долины ровныя (С. Давыдов — А. Мерзляков)
- Тонкая рябина
- Утёс
- Эх, Настасья
- Эх ты, Ванька

### Песни, сочинённые и исполненные Ю. Гуляевым
- Берегите друзей (Р. Гамзатов)
- В ночи стелется трава-мурава (Ю. Рыбчинский)
- Воспоминание о полковом оркестре (Р. Рождественский) [1970]
- Дорогая, сядем рядом (С. Есенин)
- Желаю Вам (Р. Рождественский)
- Звёздный час (Ю. Рыбчинский)
- Мне сегодня всё равно (Г. Регистан)
- Мне дарила Россия (И. Шаферан)
- Над окошком месяц (С. Есенин)
- О, как хочется жить (Г. Регистан)
- Песня о Тюмени (М. Лисянский)
- Поздняя любовь (А. Дементьев)
- Посвящение (Р. Рождественский)
- Только теперь (М. Лисянский)
- Хороша была Танюша (С. Есенин)

### Вокальный цикл «Созвездие Гагарина» (А. Пахмутова — Н. Добронравов)
- Запевала звёздных дорог
- Знаете каким он парнем был
- Как нас Юра в полёт провожал
- Смоленская дорога
- Созвездие Гагарина

## Дискография
- 1966 — «Поёт Юрий Гуляев»
- 1966 — «Поёт Народный артист Украины Юрий Гуляев»
- 1967 — «Юрий Гуляев поёт песни Александры Пахмутовой» (фирма «Мелодия»)
- 1968 — «Юрий Гуляев — YURI GULYAEV»
- 1969 — «Юрий Гуляев — Русские народные песни»
- 1969 — «Юрий Гуляев — Русские народные песни»
- 1969 — «Поёт Юрий Гуляев»
- 1970 — «Юрий Гуляев»
- 1970—1971 — «Созвездие Гагарина»
- 1971 — «Юрий Гуляев»
- 1972 — «Юрий Гуляев — Арии из опер»
- 1972 — «Юрий Гуляев — Арии из опер»
- 1972 — «Юрий Гуляев»
- 1974 — «Ты, моя мелодия»
- 1974 — «Поёт Юрий Гуляев»
- 1977 — «Юрий Гуляев — Романсы»
- 1978 — «Юрий Гуляев — Романсы П.Чайковского и С.Рахманинова»
- 1978 — «Поёт Юрий Гуляев»
- 1990 — Двойная грампластинка-гигант «Желаю Вам» Юрий Гуляев
- 1994 — «Он вас любил» (русские романсы)
- 1995 — «Любимые мелодии»
- 1995 — «Эх, Настасья» (русские песни)
- 1995 — «Романсы С. В. Рахманинова, М. И. Глинки»
- 1995 — «Арии из опер»
- 1995 — «Любимые мелодии»
- 1995 — «Сборник романсов и песен»
- 1995 — «Наша военная молодость» (сборник песен о войне)
- 1996 — «Романсы П. И. Чайковского, А. П. Бородина, А. С. Даргомыжского, А. Г. Рубинштейна, А. Н. Римского-Корсакова»
- 1996 — «Дивлюсь я на небо» (украинские песни)
- 1996 — «Желаю Вам»
- 1999 — «Он Вас любил»
- 2005 — «Юрий Гуляев. Избранное. К 75-летию со дня рождения»
- 2009 — «Звёзды советской эстрады»
- 2009 — «Золотая коллекция ретро»

## Фильмография
- 1961 — «Украинская рапсодия» — Вадим Чайка
- 1967 — «Пополам» (музыкальный фильм)
- 1969 — «Похищение» — артист Гуляев
- 1971 — «Инспектор уголовного розыска» — вокал
- 1972 — «Евгений Онегин» (фрагменты) (телефильм, ТО «Экран», реж. Л. Сандлер)
- 1973 — «Три эскиза к портрету Ю. Гуляева» (телефильм, ТО «Экран», реж. Т. Успенская)
- 1973 — «Созвездие Гагарина» (фильм-концерт)
- 1975 — «Любовь останется» (фильм-концерт) (композитор)
- 1979 — «Поёт Юрий Гуляев» (фильм-концерт. 2 части)
- 1979 — «В песне жизнь моя… Александра Пахмутова» (короткометражный) — исп. песни «Песня о тревожной молодости»
- 1984 — «Страницы жизни Александры Пахмутовой» (документальный) — исп. песни «Знаете, каким он парнем был»

## Фестивали
- «Крымские зори» — 1973
- «Белые ночи». Ленинград — 1975
- «Огни магистралей» (БАМ) — 1975
- Первый фестиваль русского искусства в Японии — 1975
- «Мерцишор». Кишинёв — 1978
- «Московские звёзды — Берлину» — 1978
- «Красная гвоздика». Иваново — 1981
- «Белая акация». Одесса — 1981
- Фестиваль П. И. Чайковского. Ижевск — 1983
- «Мастера искусств — мастерам труда». Курганская область — 1984
- «Московские звёзды». Москва — 1983

## Память
- Именем Юрия Гуляева названы:
  - Улицы в Донецке и Тюмени
  - Концертный зал Тюменской филармонии
  - Музей Юрия Гуляева в Донецке
  - Малая планета «6783 Гуляев» (2001)
- В 1993 году проводился 1-й Всероссийский открытый конкурс оперных певцов им. Ю. Гуляева в Тюмени. В 1997 — 2-й и последний конкурс.
- После смерти певца вышло 11 компакт-дисков, проводятся вечера памяти.
- В 2006 году вышла в свет книга «Приношение Юрию Гуляеву. Соловьём залётным…».
- В 2007 году в издательстве ТюмГУ вышла книга Татьяны Гуляевой и Бориса Гуляева «Юрий Гуляев: Желаю вам… Книга воспоминаний» Тираж 1000 экз.
- С 1975 по 1986 год певец жил в Москве на Таганке, в доме № 26 по улице Гончарная, о чём гласит мемориальная доска, установленная на доме[3].

В 2017 году в Киеве на ул.Пушкинская 19а ,на доме,где жил Ю.А.Гуляев,в 1960-1975г, была открыта мемориальная доска

### Фильмы о певце
- 1990 — «Монологи о Юрии Гуляеве» (документальный фильм, «Союзтелефильм»)
- 2005 — «„Желаю Вам…“ Юрий Гуляев» (телестудия ТВ Центр, реж. Ю. Мамин)
- 2005 — «Улыбка Юрия Гуляева» (документальный фильм, «Укртелефильм», 2 серии)
- 2009 — «Неоконченная песня» (документальный фильм)
- 2017 — «Больше, чем любовь. Юрий и Лариса Гуляевы» (телеканал «Культура»)
- «Живая легенда» (документальный фильм, ЗАО «Первый канал. Всемирная сеть»).